# Jean-Michel Cousteau

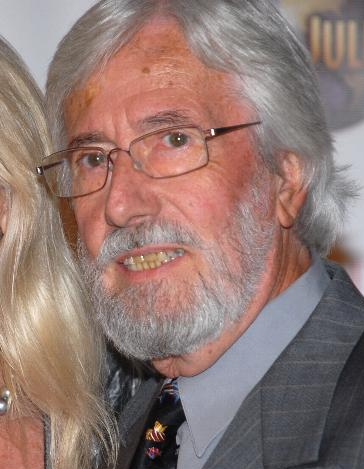
Jean-Michel Cousteau, 2007

Jean-Michel Cousteau (* 6. Mai 1938 in Toulon) ist ein französischer Taucher, Filmproduzent und der erste Sohn des Meeresforschers Jacques-Yves Cousteau und dessen erster Ehefrau Simone Melchior.

## Leben
Seinen ersten Tauchgang mit einem Atemregler vollzog er unfreiwillig 1945 im Alter von 7 Jahren. In mehr als vier Jahrzehnten hat Jean-Michel als Forscher, Umweltexperte, Pädagoge und Filmproduzent seine weitreichenden Erfahrungen verwendet, um Menschen aller Nationen und Generationen seine Liebe und Sorge für unseren Wasserplaneten aufzuzeigen.
Während seiner unzähligen Reisen gab er viel von seinem Leben mit seiner Familie an Bord der Calypso und Alcyone der Öffentlichkeit preis. Nach dem Tod seiner Mutter 1990 und einem Rechtsstreit, bei dem sich ein Ende der Zusammenarbeit mit seinem Vater abzeichnete, gründete Jean-Michel im Jahre 1999 die Ocean Futures Society.
Die Ocean Futures Society soll als Schutz- und Ausbildungsorganisation eine „Stimme für den Ozean“ darstellen, indem sie ein „Bewahrungsethos“ fördert und Meeresausbildungsprogramme entwickelt. Cousteau hat mehr als 70 Filme produziert und einen Emmy sowie den Peabody-Preis gewonnen.
Die von ihm produzierte neue Dokumentarreihe „Ocean Adventures“ erschien 2006 und hatte weitreichende Wirkungen. Eine Episode der Reihe „Reise zu Kure“ regte den 43. Präsidenten der Vereinigten Staaten von Amerika, George W. Bush an, das Papahānaumokuākea Marine National Monument unter besonderen Naturschutz zu stellen und damit das größte Meeres-Naturschutzgebiet der Welt zu schaffen.

## Aktuelle Dokumentarfilme
Jean-Michel Cousteaus Ocean Future Society, KQED und PBS setzen ihre Produktion einer neuen Ozeanabenteuer-Reihe für 2007 und 2008 fort. Im Oktober 2006 begannen Cousteau und sein Entdecker-Team, zu dem auch sein Sohn Fabien und seine Tochter Céline gehören, entlang des Amazonas zu drehen.
Vor zwanzig Jahren sagten Wissenschaftler Verwüstung und irreversible Umweltschäden in diesem Flussdelta voraus und bereits vor 25 Jahren reisten Jean-Michel Cousteau und sein Vater mit ihren Teams den kompletten Amazonas entlang. Damals diente die Reise zu Dokumentations- und Lernzwecken, heute jedoch, um die gravierenden Veränderungen neu einzuschätzen, die im größten Flusssystem der Erde entstanden sind.